# Molyatichi
Molyatichi est un village du Raïon de Krytchaw en Biélorussie. Sa population est de 350 habitants[Quand ?].

## Histoire
En 1708, le village est le site de la Bataille de Malatitze (en) pendant la Grande guerre du Nord. 
Avant la Seconde Guerre mondiale, le village est un Shtetl. La ville est occupée par les Allemands de 1941 à 1944.
En novembre 1941, de 70 à 122 Juifs sont assassinés dans la ville par des soldats allemands et des policiers locaux dans le cadre de la Shoah par balles.